# Beau fixe
Beau fixe je francouzský hraný film z roku 1992, který režíroval Christian Vincent podle vlastního scénáře. Snímek měl premiéru ve Francii dne 18. listopadu 1992.

## Děj
Čtyři studenti medicíny se rozhodnou strávit několik dní ve vile v Saint-Palais-sur-Mer, aby se v klidu připravili na zkoušky. Plánovaný klid však naruší Francis, bratranec jednoho z nich, který přijede provést údržbářské práce na domě. Už tak křehké soužití se ještě více zhorší.

## Obsazení
| Isabelle Carré    | Valérie            |
| Estelle Larrivaz  | Armelle            |
| Judith Rémy       | Carine             |
| Elsa Zylberstein  | Frédérique         |
| Frédéric Gélard   | Francis            |
| Jean-Denis Monory | Jérôme             |
| Mark Saporta      | milenec Frédérique |